# コンラード・バーデン
コンラード・バーデン（Conrad Baden、1908年8月31日 - 1989年6月11日）は、ノルウェーの作曲家、オルガニスト。
ドランメン出身。教会オルガニストの息子として生まれる。オスロ音楽院でオルガニストとしての教育を受け、1931年に卒業。その後、ライプツィヒ音楽院でギュンター・ラファエルとクルト・トマスに師事。1934年から1936年までペール・ステーンベルグに対位法を、1940年から1942年までビャーネ・ブルースタに管弦楽法と作曲を学んだ。1950年にはパリでジャン・リヴィエ、アルテュール・オネゲル、パウル・ヒンデミットの教えを受けた。
バーデンは47年間、故郷とオスロでオルガニストを務め、1947年からはオスロ音楽院の教授となった。また音楽評論活動も活発に行った。
作風は1930年代には北欧ロマン主義の伝統に沿ったものだったが、1950年代からフランス風の新古典主義音楽へと変化し、最後には十二音音楽を取り入れた。作品にはミサ曲、モテット、カンタータ、歌曲、協奏曲、交響曲などがある。